# 南卡梅绍维山脉
南卡梅绍维山脉（俄语：Южно-Камышовый Хребет）是卡梅绍维山脉的南段，系西萨哈林山脉一部分，属萨哈林州，长约200公里，最高点海拔1,021米。南萨哈林斯克-霍尔姆斯克铁路跨越山脉。